# Rousettus
|  | Per a altres significats sobre el subgènere, vegeu «Rousettus (subgènere)». |

Rousettus és un gènere de ratpenats de la família dels pteropòdids, coneguts com a «ratpenats frugívors». L'àmbit de distribució d'aquest grup s'estén des d'Àfrica fins al sud-est asiàtic, passant per Madagascar i diversos arxipèlags de l'oceà Índic. Tal com indica el seu nom vulgar, la seva dieta es compon principalment de fruita.
El gènere conté deu espècies diferents, repartits entre tres subgèneres:
Gènere Rousettus
- Subgènere Boneia
  - Ratpenat frugívor de Boné, Rousettus (Boneia) bidens
- Subgènere Rousettus
  - Ratpenat frugívor de Geoffroy, Rousettus amplexicaudatus
  - Ratpenat frugívor de Sulawesi, Rousettus celebensis
  - Ratpenat frugívor d'Egipte, Rousettus aegyptiacus
  - Ratpenat frugívor de Leschenault, Rousettus leschenaulti
  - Ratpenat frugívor de Lore Lindu, Rousettus linduensis
  - Ratpenat frugívor de les Comores, Rousettus obliviosus
  - Ratpenat frugívor d'esquena nua, Rousettus spinalatus
- Incertae sedis
  - Ratpenat frugívor de Madagascar, Rousettus madagascariensis